# حدائق فارسية
الحديقة الفارسية (بالفارسية: باغ ایرانی) هي حدائق تاريخية يعود تاريخ تصميمها إلى حقب مختلفة اعتباراً من القرن السادس قبل الميلاد. تتألف الحديقة الفارسية من أربعة أقسام يؤدي فيها عنصر المياه دوراً مهماً لأغراض الري والتزيين. كما يحاكي تصميمها حدائق عدن، ويجسد العناصر الأربعة للديانة الزرادشتية، أي السماء والأرض والمياه والنباتات.
يُشار بالذكر إلى أنه قد تم إدراج عدد من هذه الحدائق على قائمة التراث العالمي التابعة لليونسكو في عام 2011، حيث تم تحديد تسع حدائق في تسع مقاطعات إيرانية مختلفة تجسد تنوُّع أشكال الحدائق الفارسية التي تم تطويرها وتكييفها مع الظروف المناخية المتبدلة علماً بأنها ظلت ترتكز على مبادئ فنية تعود جذورها إلى عصر قورش الكبير الذي عاش في القرن السادس قبل الميلاد.
وتضم هذه الحدائق عدداً من المنشآت والأجنحة والجدران، فضلاً عن نظم دقيقة للري، وقد تركت تأثيراً على فن تصميم الحدائق في الهند وإسبانيا. ويُعتبر تاج محل أحد أكبر نماذج الحدائق الفارسية في العالم، والذي يعود تاريخه إلى فترة الإمبراطورية المغولية في الهند.

## تاريخ

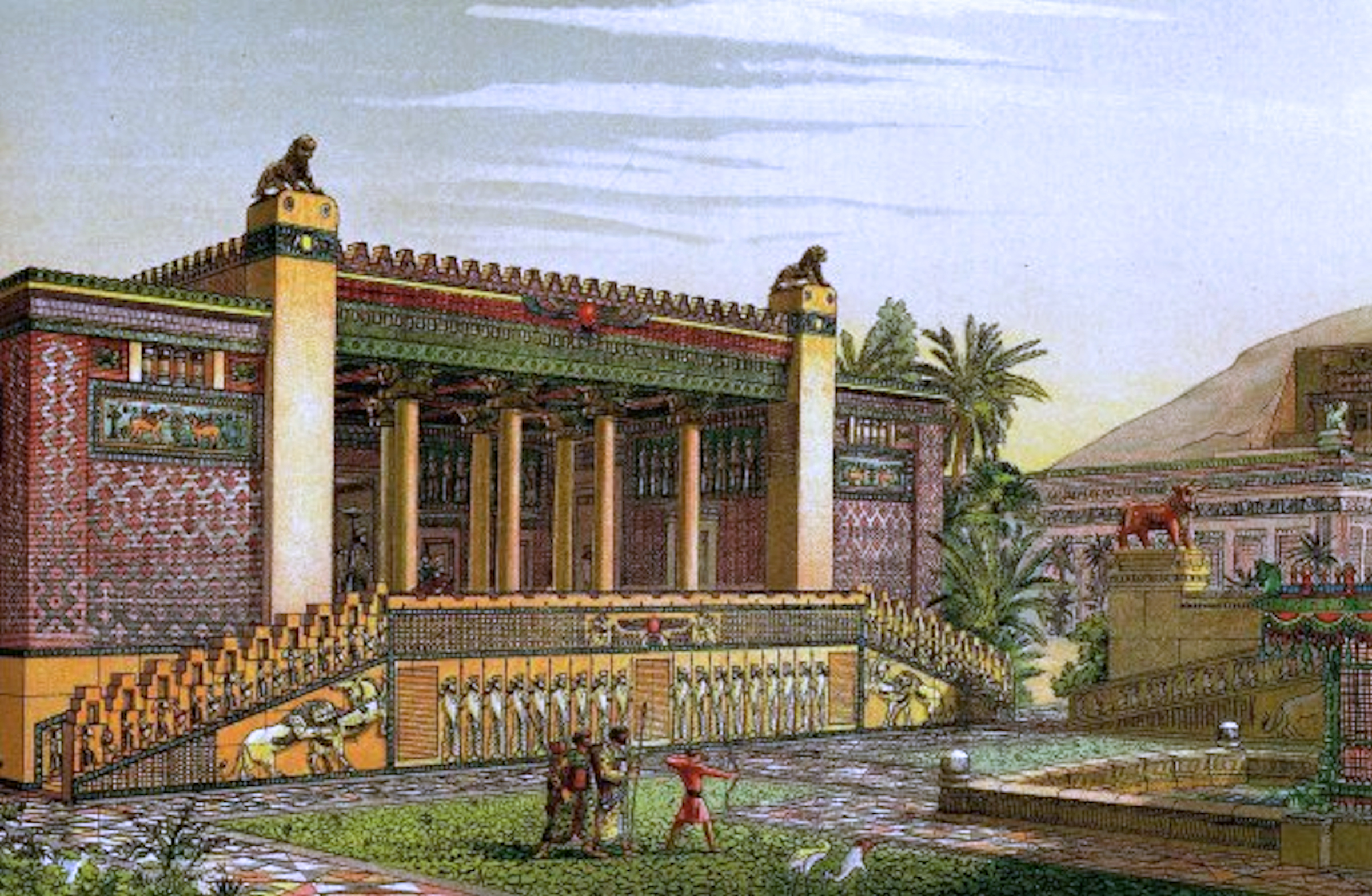
الحديقة الأمامية لقصر داريوش الثالث في برسيبوليس، إيران.

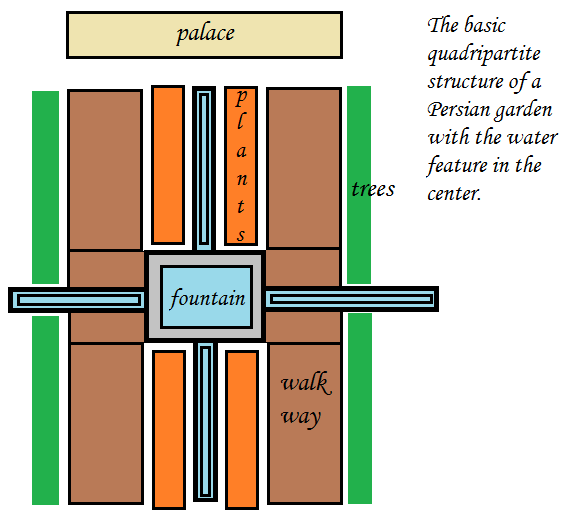
مخطط تقريبي لحديقة فارسية. يظهر الهيكل الرباعي مع ميزة وصول المياه عبر القنوات التي تربط الموقع، والأشجار المحيطة به.

أخذت بوادر النهضة الحدائقية ترسي قواعدها في بلاد فارس بدءً من العام 539 ق.م وذلك عندما استطاع الملك الفارسي قورش الثاني من إخضاع الإمبراطورية البابلية بشكل كامل للإمبراطورية الفارسية، حيث ازدهر فن الحدائق تبعاً لازدهار الحضارة الفارسية. وقد تأثر الفرس في فن تصميم وتخطيط الحدائق بالآشوريين الذين نقلوه أصلا عن الفراعنة.
كانت التصميمات الفارسية كلها ذات تصميمات هندسية الطراز متمثلة في حدائق مربعة أو مستطيلة الشكل، وذات أرض مستوية ومنتظمة بها خطوط مستقيمة تتصل ببعضها في الغالب بزوايا قائمة. كان وجود الماء في الفن قد نمى في عهد الساسانيين من القرن الثالث إلى السابع قبل الميلاد، وتحت تأثير الديانة الزرادشتية. يتجلى هذا الاتجاه في تصميم الحديقة مع زيادة التركيز على الينابيع والبرك في الحدائق.
لقد زاد الاهتمام بالجانب الجمالي في الحديقة خلال السيطرة العربية على بلاد فارس، ونمت القواعد الجمالية في الحديقة، ومثال لذلك جهارباغ، وهو شكل من أشكال المحاولات لمحاكاة حدائق عدن.

## جاليري

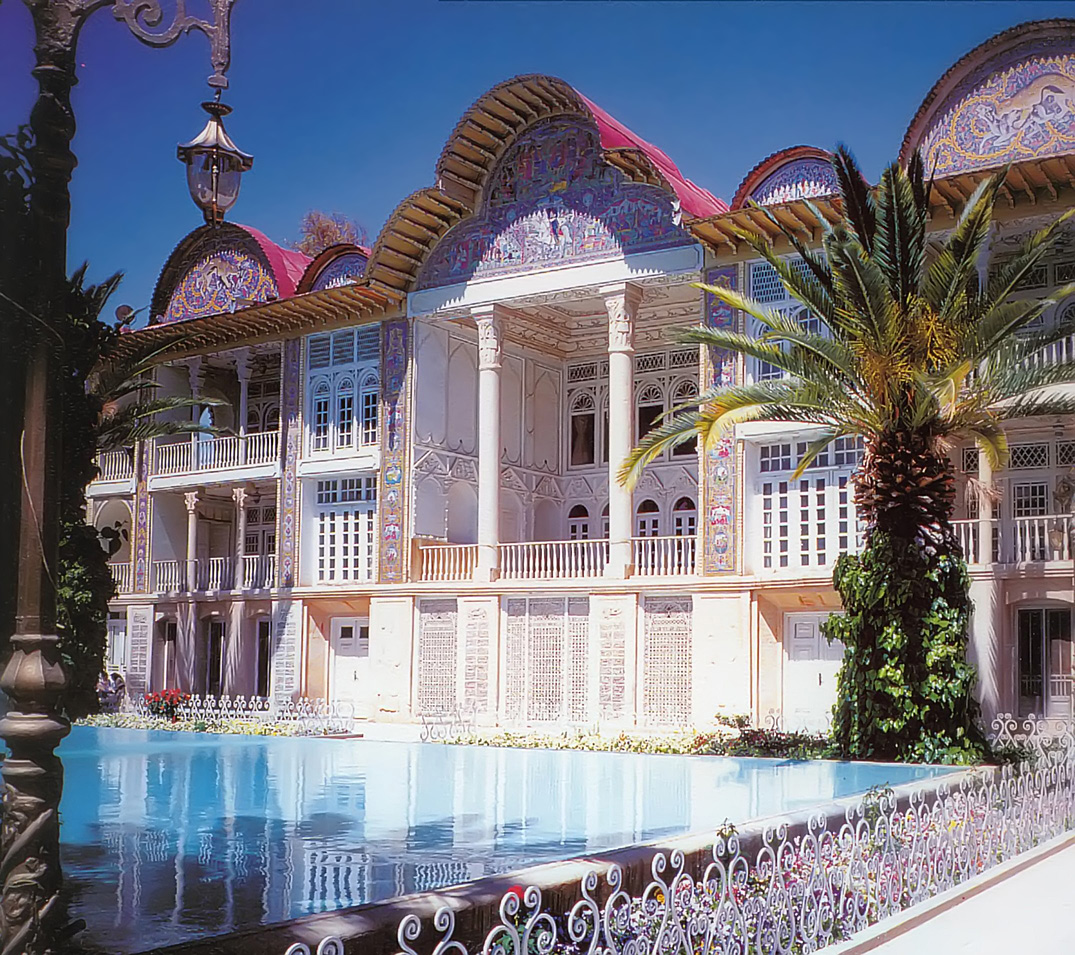
حديقة أرم في شيراز
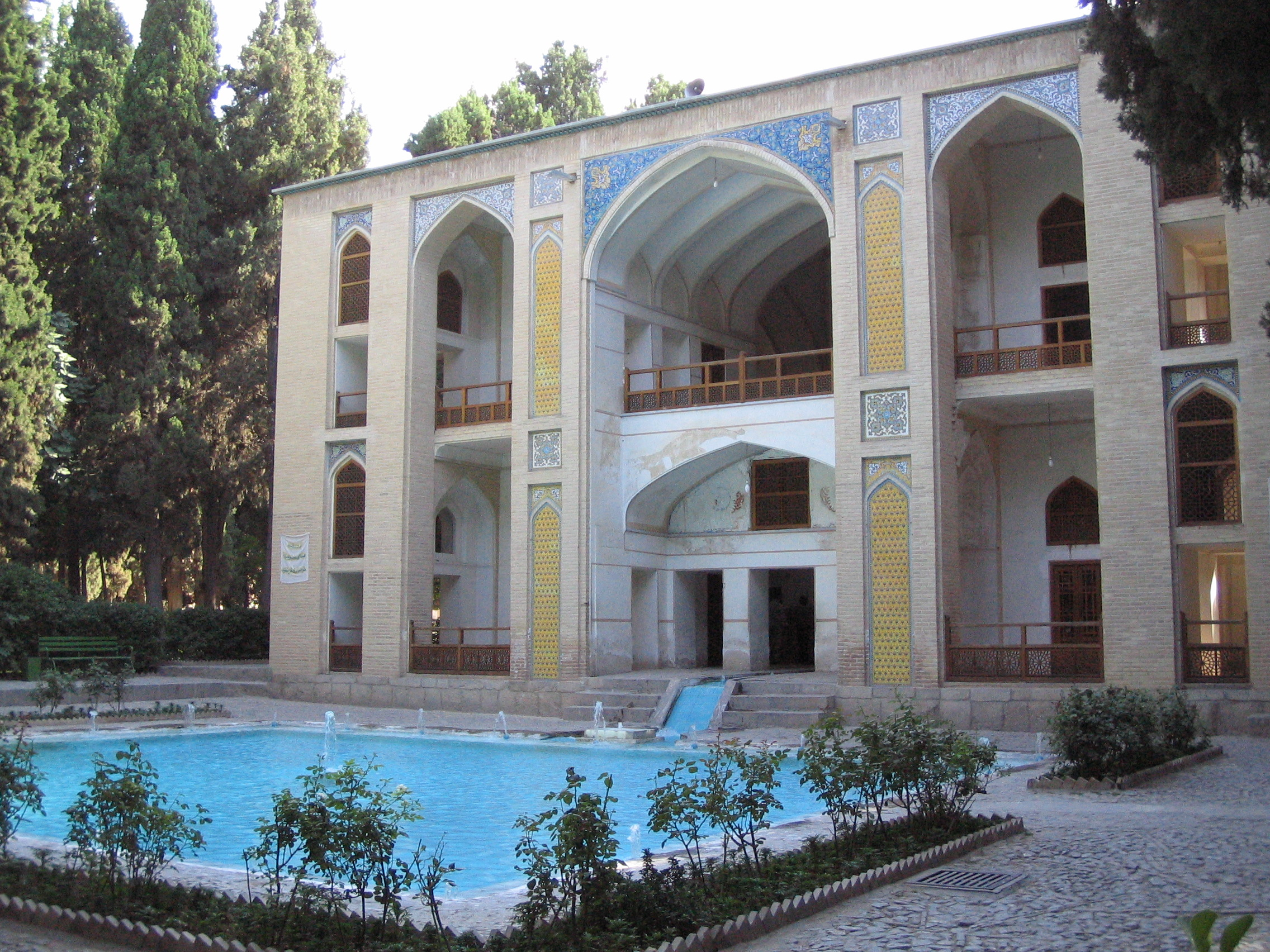
حديقة فين في كاشان
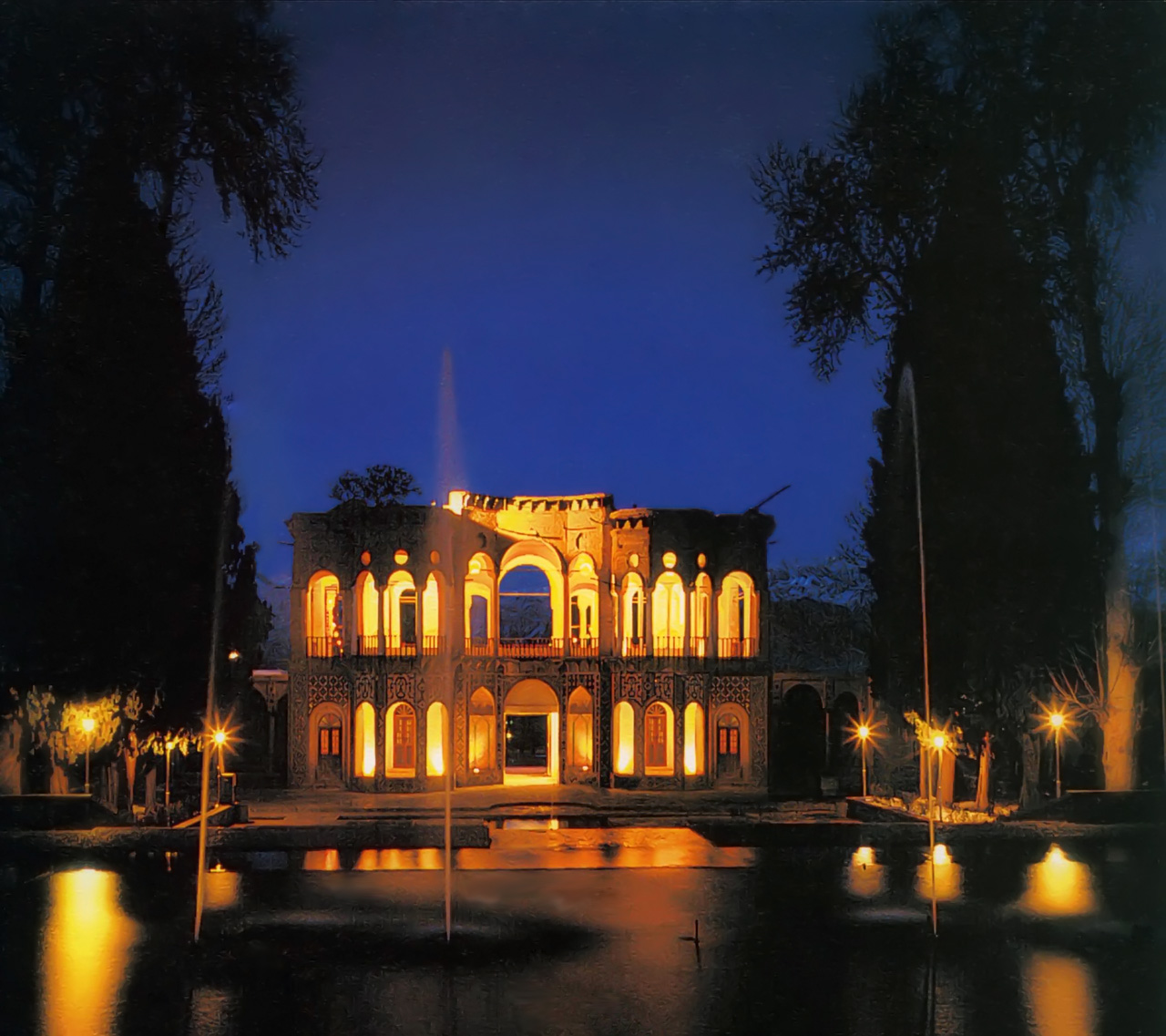
حديقة شازدة في ماهان

## وصلات خارجية
- موقع تصميم الحدائق الفارسية في أصفهان
- حديقة بابور - فيديو من جمعية آسيا في الولايات المتحدة
- فيلم مُستوحى من الحدائق الفارسية